# Sumatra
Sumatra ou Samatra (Sumatera ou Sumatra, em indonésio) é uma das Grandes Ilhas da Sonda, no oeste da Indonésia. É a maior ilha que está completamente dentro do território indonésio, bem como a sexta maior ilha do mundo, com 482.286,55 km², incluindo ilhas adjacentes como Simeulue, Nias, Mentawai, Enggano, Ilhas Riau, Banca Bilitom e o arquipélago de Krakatoa.
Sumatra é uma massa de terra alongada que se estende em um eixo diagonal noroeste-sudeste. O Oceano Índico faz fronteira com as costas noroeste, oeste e sudoeste de Sumatra, com a cadeia de ilhas de Simeulue, Nias, Mentawai e Enggano ao largo da costa ocidental. No nordeste, o estreito de Malaca separa a ilha da Península Malaia, que é uma extensão do continente eurasiático. No sudeste, o estreito de Sunda, que contém o arquipélago de Krakatoa, separa Sumatra de Java. A ponta norte de Sumatra está perto das Ilhas Andamão, enquanto na costa sudeste encontram-se as ilhas de Banca e Bilitom, o estreito de Carimata e o Mar de Java. As montanhas Bukit Barisan, que contêm vários vulcões ativos, formam a espinha dorsal da ilha, enquanto a área nordeste contém grandes planícies e baixadas com pântanos, florestas de mangue e sistemas fluviais complexos. O equador cruza a ilha no seu centro, nas províncias de Sumatra Ocidental e Riau. O clima da ilha é tropical, quente e úmido. A exuberante floresta tropical dominava a paisagem.
Sumatra tem uma ampla gama de espécies de plantas e animais, mas perdeu quase 50% de sua floresta tropical nos últimos 35 anos. Muitas espécies estão agora criticamente ameaçadas, como o cuco-terrestre-de-sumatra, o tigre-de-sumatra, o elefante-de-sumatra, o rinoceronte-de-sumatra e o orangotango-de-sumatra. O desmatamento na ilha também resultou em sérias neblinas sazonais de fumaça sobre os países vizinhos, como a neblina do sudeste asiático de 2013, que causou consideráveis tensões entre a Indonésia e os países afetados, Malásia e Singapura. O desmatamento generalizado e outras destruições ambientais em Sumatra e outras partes da Indonésia têm sido frequentemente descritos por acadêmicos como um ecocídio.

## Etimologia
Na Antiguidade, a ilha era conhecida pelos nomes sânscritos de Swarnadwīpa ("ilha de ouro") e Swarnabhūmi ("terra de ouro"), provavelmente devido aos depósitos auríferos encontrados nas montanhas da ilha. Entre os séculos X e XIII, geógrafos árabes chamavam a ilha de Lamri (Lamuri, Lambri ou Ramni), uma referência a um reino próximo à atual Banda Achém, local em que os mercadores aportaram pela primeira vez ao chegar a Sumatra.
Segundo alguns autores, no final do século XIV a ilha passou a ser conhecida como Sumatra, devido ao reino muçulmano de Samudra. Outras fontes, porém, consideram obscura a etimologia do topónimo. No século XIX, escritores europeus descobriram que os habitantes nativos não possuíam um nome para a ilha.
Entre os europeus, o topônimo foi primeiramente registrado no século XIII pelo explorador veneziano Marco Polo no seu livro Il Milione. Teria sua origem na palavra árabe samatrâ. Documentos do período de expansão portuguesa na Ásia atestam as formas "Çamatarra", "Samotra" e "Çamatra" (corrente no século XVI), até fixar-se na grafia atual "Samatra". Nos inícios do século XVII, o cartógrafo luso-malaio Manuel Godinho de Erédia escreveu que Samatra seria uma corruptela de Samata. Os ingleses receberam o topónimo dos portugueses e passaram a grafá-lo como Sumatra, tentando reproduzir a pronúncia portuguesa de "Samatra".
A forma Samatra é usada em Portugal, enquanto no Brasil é mais comum a grafia Sumatra.

## História
Os primeiros austronésios chegaram a Samatra em cerca de 500 a.C., parte da expansão austronésia de Formosa para o sudeste da Ásia. Sua localização na rota comercial marítima entre China e Índia permitiu o desenvolvimento de diversas cidades mercantis, particularmente na costa oriental, que sofreram a influência das religiões indianas. Kantoli, um dos primeiros reinos na ilha, floresceu no século V na porção meridional de Samatra e veio a ser substituído pelo Império Serivijaia e, depois, pelo Reino de Samudra. Serivijaia foi uma monarquia budista cuja capital se situava no que é hoje Palimbão. Ao dominar a região por meio do comércio e das armas entre os séculos VII e IX, o império disseminou a cultura malaia na ilha, na península Malaia e na porção ocidental de Bornéu. Serivijaia era uma talassocracia, uma potência marítima que estendia sua influência de ilha em ilha. Palimbão tornou-se um centro académico, onde o peregrino budista chinês I Ching estudou sânscrito em 671, antes de partir para a Índia. Na sua viagem para a China, passou quatro anos em Palimbão, traduzindo textos budistas e escrevendo dois manuscritos.
Até o ano de 692, o Reino de Melayu foi absorvido por Serivijaia. A influência de Srivijaya diminuiu no século XI, especificamente no ano de 1025, após sofrer uma derrota nas mãos do Império Chola, no sul da Índia. No final do século XII, Srivijaya tinha sido reduzida a um reino, e seu papel dominante no sul de Sumatra terminou com o último rei, Ratu Sekekhummong. Ao mesmo tempo, a disseminação do Islã na Indonésia ocorreu de forma gradual e indireta, começando pelas regiões ocidentais da Indonésia, como a área de Sumatra, que se tornou o primeiro local para a propagação do Islã no arquipélago, depois Java, e então para as regiões orientais da Indonésia, Celebes e Molucas. Sumatra se tornou a primeira área a receber a propagação do Islã devido à sua proximidade com o estreito de Malaca. The island of Sumatra became the first area to receive the spread of Islam because of the position of the island of Sumatra which is close to the Malacca strait. The initial process of Islamization related to trade and also the formation of the kingdom. O processo inicial de islamização estava relacionado ao comércio e também à formação do reino. O Islã entrou em Sumatra através de pregadores árabes e comerciantes tâmeis nos séculos VI e VII d.C. No início e no final do século XIII, com a formação do reino, o rei do reino de Samudra tinha se convertido ao Islã. Marco Polo visitou a ilha em 1292, e seu compatriota italiano Odorico de Pordenone em 1321; ibne Batuta ali esteve em duas ocasiões, entre 1345 e 1346.

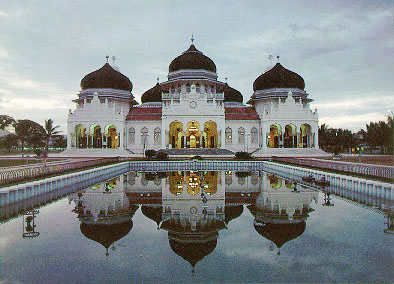
Grande Mesquita de Baiturrahman em Banda Achém

Banda Achém, no norte de Sumatra, tornou-se conhecido no século XVI como um centro comercial para o comércio de pimenta, enviando pimenta de qualidade. A cidade tornou-se o principal centro comercial do Sultanato de Achém, e rotas comerciais foram estabelecidas até o Mediterrâneo via Mar Vermelho para rivalizar com as rotas de navegação portuguesas. O reinado de Iskandar Muda é conhecido como a era de ouro de Sumatra porque ele estendeu a influência cultural do Sultanato de Achém para Padangue e Joor. O Sultanato de Achém manteve a rivalidade com o Sultanato de Joor, os holandeses e os portugueses ao longo dos séculos XVI e XVII. Quando os holandeses enfraqueceram no século XVIII, o império britânico começou a intervir ativamente em Achém, estabelecendo relações próximas entre Banda Achém e Penão. Nos séculos XVII e XVIII, o Sultanato de Achém lutou contra o Sultanato de Siaque, no sul de Sumatra. A cidade portuária de Banda Achém foi registrada nos escritos históricos europeus desde o século XIII. Em termos de desenvolvimento econômico, o porto de Banda Achém só começou a enfrentar concorrência no século XVIII, quando mais portos foram construídos em Sumatra para o transporte marítimo. No entanto, os principais fornecedores de pimenta continuaram a usar o porto de Banda Achém no início do século XIX. O porto de Medã cresceu rapidamente no final do século XIX e início do século XX. Enquanto isso, o porto de tamanho médio de Palimbão enfrentou um declínio econômico acentuado à medida que a herança do império Serivijaia foi suplantada pela política econômica dos Singassaris e Majapaítas. O Sultanato de Palimbão experimentou um declínio terminal no início do século XIX.
Com a chegada dos neerlandeses, muitos Estados principescos de Samatra gradualmente passaram ao controle dos Países Baixos. Achém, ao norte, tornou-se o maior obstáculo ao avanço neerlandês, o que levou à longa e custosa Guerra de Achém (1870-1905).
A ilha foi ocupada pelos japoneses durante a Segunda Guerra Mundial. Após o conflito, Sumatra passou a integrar o Estado independente da Indonésia.
O Movimento Achém Livre lutou contra as forças do governo indonésio na Insurgência de Achém de 1976 a 2005. As repressões de segurança em 2001 e 2002 resultaram em várias milhares de mortes de civis.
Em 26 de dezembro de 2004, um  maremoto de quase 15 m de altura devastou a costa ocidental de Samatra, em especial a província de Achém, causado por um terremoto de 9,2 pontos no oceano Índico. Mais de 170 000 mortes foram registradas na Indonésia. Em 2005, verificou-se um sismo secundário ao grande terremoto de 2004, desta vez de 8,7 pontos.

## Geografia

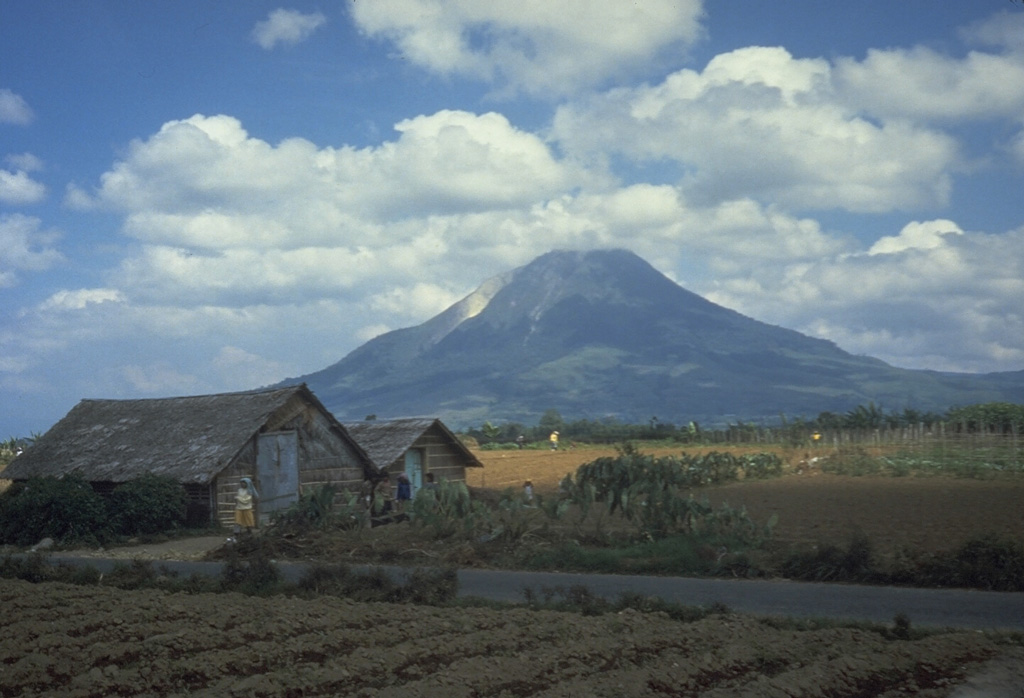
Monte Sinabungue, Sumatra Setentrional

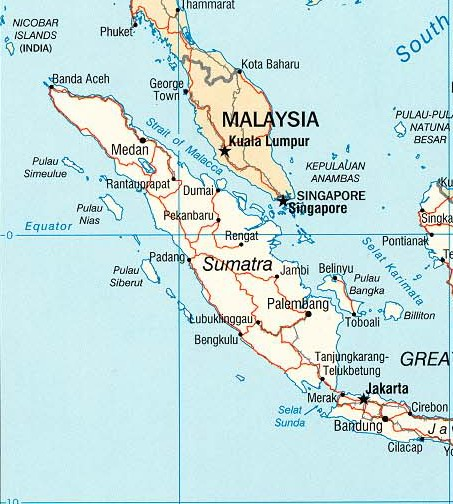
Mapa de Sumatra

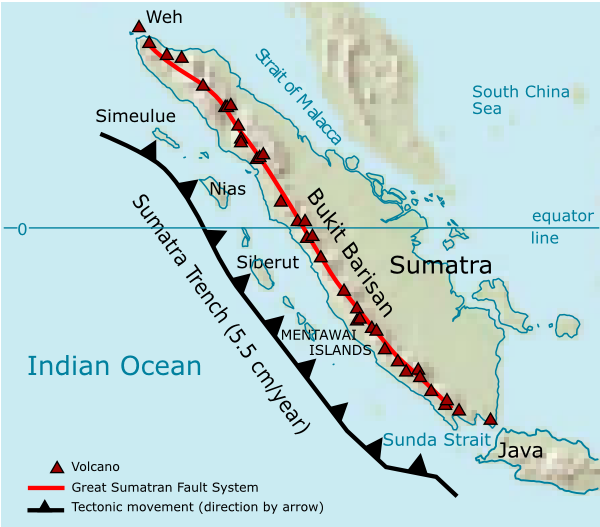
Formações geológicas da ilha de Sumatra

A maior extensão da ilha de Sumatra corre aproximadamente 1.790 km no sentido noroeste-sudeste, cruzando o equador perto do centro. Em seu ponto mais largo, a ilha abrange 435 km. O interior da ilha é dominado por duas regiões geográficas: as montanhas Barisane a oeste e planícies pantanosas a leste. Sumatra é a ilha indonésia mais próxima do continente asiático.
A sudeste está Java, separada pelo Estreito de Sunda. Ao norte está a Península Malaia (localizada no continente asiático), separada pelo Estreito de Malaca. Ao leste está Bornéu, através do Estreito de Carimata. A oeste da ilha está o Oceano Índico.
A Grande Falha de Sumatra (uma falha de deslocamento lateral) e a megatransformada de Sunda (uma zona de subducção) percorrem toda a extensão da ilha ao longo da sua costa oeste. Em 26 de dezembro de 2004, a costa oeste e as ilhas de Sumatra, especialmente a província de Aceh, foram atingidas por um tsunami após o terremoto no Oceano Índico. Este foi o terremoto mais longo registrado, com duração entre 500 e 600 segundos. Mais de 170.000 indonésios foram mortos, principalmente em Achém. Outros terremotos recentes que atingiram Sumatra incluem o terremoto de Nias-Simeulue em 2005 e o terremoto e tsunami de Mentawai em 2010.
O Lago Toba é o local de uma erupção supervulcânica que ocorreu cerca de 74.000 anos atrás, representando um evento que alterou o clima. Os rios mais importantes de Sumatra pertencem à bacia do Mar da China Meridional. De norte a sul, os rios Asahan, Rokan, Siak, Kampar, Indragiri, Batanghari fluem para o Estreito de Malaca, enquanto o maior rio da ilha, o Musi, deságua no estreito de Banca, ao sul. A leste, grandes rios transportam sedimentos das montanhas, formando vastas terras baixas entremeadas por pântanos. Embora em grande parte inadequada para a agricultura, a área é de grande importância econômica para a Indonésia, produzindo óleo tanto da superfície quanto do subsolo - óleo de palma e petróleo.
Sumatra é o maior produtor de café da Indonésia. Pequenos produtores cultivam café arábica (Coffea arabica) nas terras altas, enquanto o robusta (Coffea canephora) é encontrado nas terras baixas. O café arábica das regiões de Gayo, Lintong e Sidikilang é tipicamente processado usando a técnica de Giling Basah (descascamento úmido), o que lhe confere um corpo pesado e baixa acidez.
Sumatra é uma ilha altamente sísmica. Terremotos de grande magnitude foram registrados ao longo da história. Em 1797, um terremoto de magnitude 8,9 sacudiu o oeste de Sumatra, e em 1833, um terremoto de magnitude 9,2 atingiu Bengkulu e o oeste de Sumatra. Ambos os eventos causaram grandes tsunamis. Terremotos são muito comuns ao longo da área costeira do oeste e centro da ilha, e tsunamis são comuns devido à alta sismicidade na região.

### Flora e Fauna

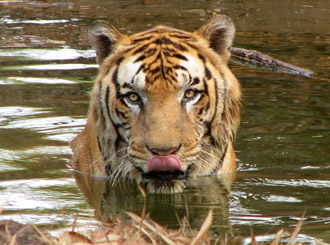
Tigre-de-Sumatra

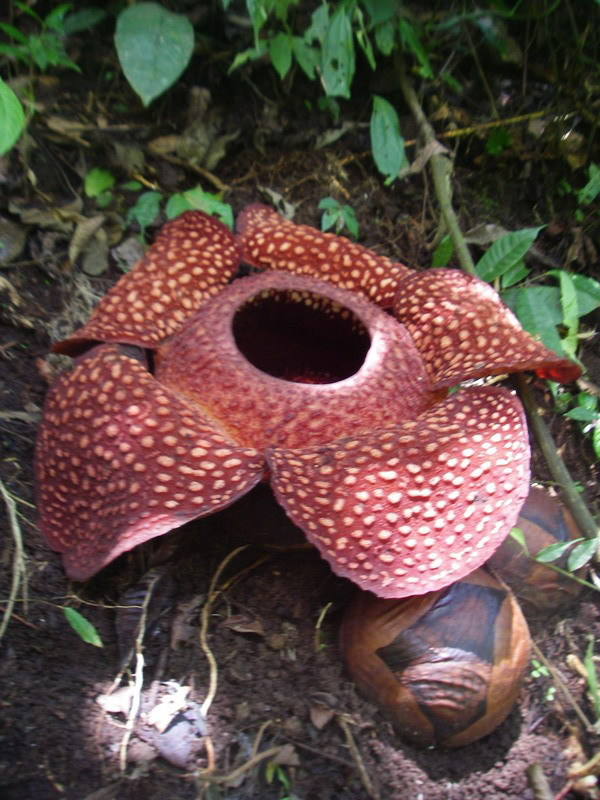
Rafflesia arnoldii

Sumatra abriga uma ampla variedade de tipos de vegetação que são lar de uma rica diversidade de espécies, incluindo 17 gêneros endêmicos de plantas. Espécies únicas incluem o pinheiro-de-sumatra, que domina as florestas tropicais de pinheiro-de-sumatra nas encostas mais altas do norte da ilha, e plantas da floresta tropical como a Rafflesia arnoldii (a maior flor do mundo) e o jarro-titã (a maior inflorescência não ramificada do mundo).
A ilha é lar de 201 espécies de mamíferos e 580 espécies de aves. Há cerca de 300 espécies de peixes de água doce em Sumatra. Há nove espécies de mamíferos endêmicos na Sumatra continental e mais 14 endêmicos nas ilhas Mentawai próximas. Existem cerca de 300 espécies de peixes de água doce em Sumatra. Há 93 espécies de anfíbios em Sumatra, das quais 21 são endêmicas da ilha. As serpentes do gênero Anomochilus (Anomochilus weberi) são um exemplo de répteis endêmicos da região.
O tigre-de-sumatra, o rinoceronte-de-sumatra, o elefante-de-sumatra, o cuco-terrestre-de-sumatra, o orangotango-de-sumatra e o orangotango-de-tapanuli estão todos criticamente ameaçados, indicando o mais alto nível de ameaça para sua sobrevivência. Em outubro de 2008, o governo indonésio anunciou um plano para proteger as florestas remanescentes de Sumatra.
A ilha inclui mais de 10 parques nacionais, incluindo três que são listados como Patrimônio Mundial da Humanidade pela UNESCO - Parque Nacional de Gunung Leuser, Parque Nacional de Kerinci Seblat e Parque Nacional de Bukit Barisan Selatan. O Parque Nacional Berbak é um dos três parques nacionais na Indonésia listados como zona úmida de importância internacional sob a Convenção de Ramsar.

## Demografia
Comparada a ilha vizinha de Java, cuja densidade populacional supera os valores de 1200 habitantes por quilômetros quadrados, a de Sumatra aos 122 é baixa. Mesmo assim, seus 59 milhões de habitantes tornam-na a quinta ilha mais populosa do planeta. As regiões mais densamente habitadas são Sumatra do Norte e as regiões montanhosas centrais de Sumatra Ocidental. Os principais centros urbanos são Medã e Palimbão.
- Mulheres Minangkabau carregando pratos de comida para uma cerimônia tradicional
- Moradia traidicional em Simalungun, Sumatra Setentrional

### Maiores Cidades

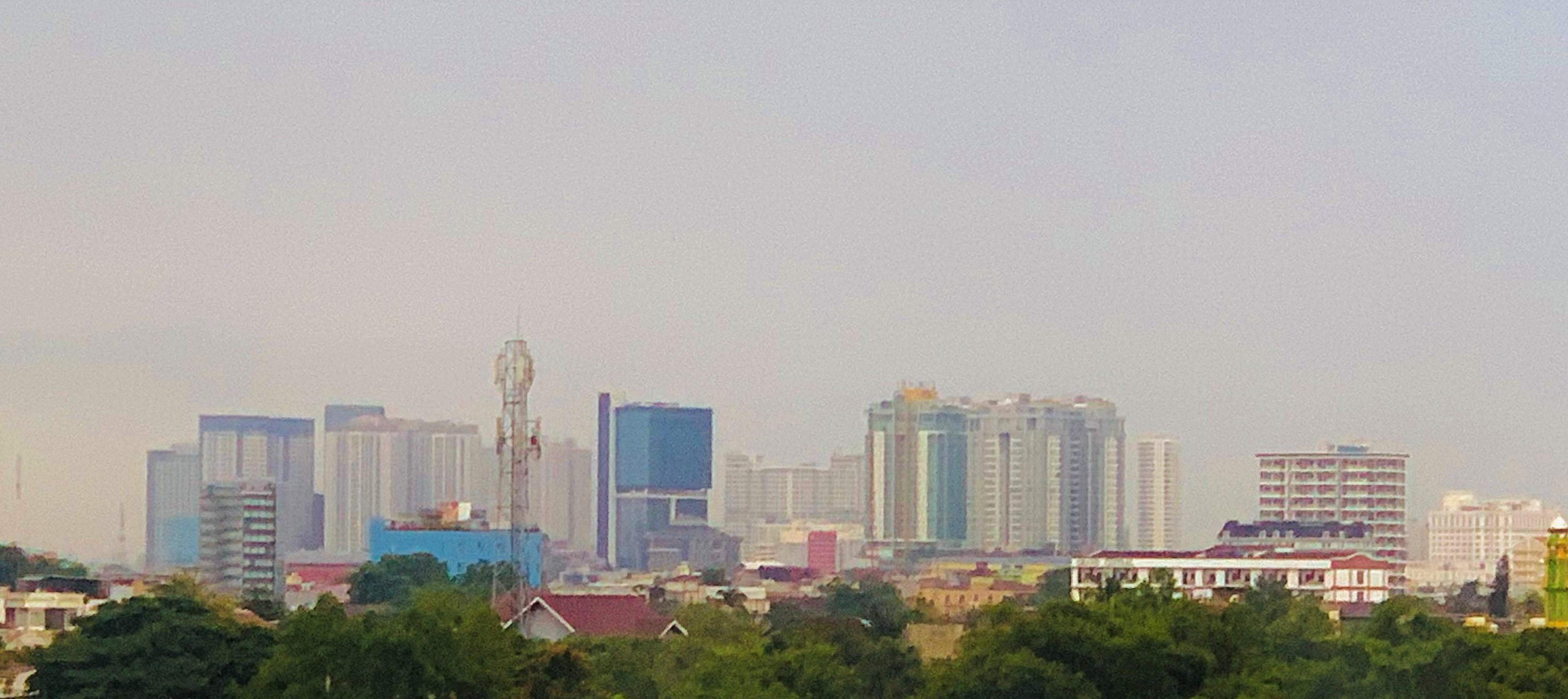
Medã, a maior cidade de Sumatra

Medã é a maior cidade em termos populacionais de Sumatra, a cidade também é a mais visitada e contem o porto mais movimentado da ilha.
| Posição | Cidade             | Província            | Área (em km2) | População ( censo de 2010) | População ( censo de 2020) |
| ------- | ------------------ | -------------------- | ------------- | -------------------------- | -------------------------- |
| 1       | Medã               | Sumatra Setentrional | 265,10        | 2.097.610                  | 2.435.252                  |
| 2       | Palimbão           | Sumatra Meridional   | 400,61        | 1.455.284                  | 1.668.848                  |
| 3       | Bandar Lampungue   | Lampungue            | 169,21        | 881.801                    | 1.166.066                  |
| 4       | Pekanbaru          | Riau                 | 633,01        | 897.767                    | 983.356                    |
| 5       | Padangue           | Sumatra Ocidental    | 694,96        | 833.562                    | 909.040                    |
| 6       | Jambi              | Jambi                | 205,00        | 531.857                    | 606.200                    |
| 7       | Benculu            | Benculu              | 144,52        | 308.544                    | 373.591                    |
| 8       | Dumai              | Riau                 | 2.039,35      | 253.803                    | 316.782                    |
| 9       | Binjai             | Sumatra Setentrional | 90,24         | 246.154                    | 291.842                    |
| 10      | Pematangue Siantar | Sumatra Setentrional | 60,52         | 234.698                    | 268.254                    |
| 11      | Banda Achém        | Achém                | 61,36         | 223.446                    | 252.899                    |
| 12      | Lubuclingau        | Sumatra Meridional   | 419,80        | 201.308                    | 234.166                    |

### Etnias
Os maiores grupos étnicos indígenas em Sumatra são os malaios, minangkabaus, bataques, achéns e lampungues. Outros grandes grupos étnicos não indígenas são os javaneses, sundaneses e chineses.
Abaixo estão os 11 maiores grupos étnicos em Sumatra com base no censo de 2010 (incluindo as Ilhas Riau, Bangka Belitung, Nias, Mentawai, Simeulue e ilhas ao redor):
| Ethnic groups                                   | Population |
| ----------------------------------------------- | ---------- |
| Javaneses                                       | 15,239,275 |
| Malaios                                         | 12,308,609 |
| Bataques                                        | 7,302,330  |
| Minangkabaus                                    | 5,799,001  |
| Grupos étnicos de Achém (Achéns, Gayos, etc.)   | 3,991,883  |
| Sundaneses                                      | 1,231,888  |
| Grupos étnicos de Lampungue (incl. Lampungues ) | 1,109,601  |
| Niases                                          | 1,021,267  |
| Outros                                          | 2,086,804  |

### Idiomas
Há mais de 52 línguas faladas, todas pertencentes ao ramo malaio-polinésio da família linguística austronésia, exceto o chinês e o tâmil. Dentro do malaio-polinésio, elas são divididas em vários sub-ramos: Châmico (representado pelo achinês, cujos parentes mais próximos são línguas faladas pelos chams no Camboja e no Vietnã), Malaico (malaio, minangkabau e outras línguas estreitamente relacionadas), Noroeste de Sumatra–Ilhas Barreira (línguas bataque, gayo e outras), Lampúngicos (inclui o lampungue e comeringue) e Borneano (representado por rejangue, cujos parentes linguísticos mais próximos são bukar sadong e land dayak falados em Calimantã Ocidental e Sarauaque, na Malásia). Os ramos Noroeste de Sumatra–Ilhas Barreira e Lampúngicos são endêmicos da ilha. Como em todas as partes da Indonésia, o indonésio (que se baseia no malaio de Riau) é a língua oficial e o principal idioma de comunicação. Embora Sumatra tenha sua própria língua franca local, variantes do malaio como o malaio de Medã e o malaio de Palimbão são populares no norte e sul de Sumatra, especialmente em áreas urbanas. O minangkabau (dialeto de Padangue) é popular em Sumatra Ocidental, algumas partes de Sumatra do Norte, Benculu, Jambi e Riau (especialmente em Pekanbaru e áreas fronteiriças com Sumatra Ocidental), enquanto o achinês também é usado como meio de comunicação interétnica em algumas partes da província de Achém.

### Religião
A maioria da população em Sumatra é muçulmana (87,12%), enquanto 10,69% é cristã, e menos de 2,19% é budista ou hindu.

## Administração
Sumatra é uma das sete regiões geográficas da Indonésia, que inclui suas ilhas menores adjacentes. Sumatra foi uma das oito províncias originais da Indonésia entre 1945 e 1948. Incluindo arquipélagos adjacentes normalmente incluídos com Sumatra (como as Ilhas Riau, Nias e o grupo Banca-Belitom), agora abrange dez das 38 províncias da Indonésia, listadas abaixo com suas áreas e populações:
| Nome                                            | Área (km2) | População (censo de 2000) | População (censo de 2010) | População (censo de 2020) | Capital            |
| ----------------------------------------------- | ---------- | ------------------------- | ------------------------- | ------------------------- | ------------------ |
| Achém                                           | 58.485,90  | 4.073.006                 | 4.486.570                 | 5.274.871                 | Banda Achém        |
| Sumatra Setentrional (Sumatra Utara)            | 72.460,74  | 11.642.488                | 12.326.678                | 14.799.361                | Medã               |
| Sumatra Ocidental (Sumatra Barat)               | 42.119,54  | 4.248.515                 | 4.846.909                 | 5.534.472                 | Padangue           |
| Riau                                            | 89.935,90  | 3.907.763                 | 5.543.031                 | 6.394.097                 | Pekanbaru          |
| Ilhas Riau (Kepulauan Riau)                     | 8.269,71   | 1.040.207                 | 1.685.698                 | 2.064.564                 | Tanjungue Pinangue |
| Jambi                                           | 49.026,58  | 2.407.166                 | 3.088.618                 | 3.548.228                 | Jambi              |
| Sumatra Meridional (Sumatra Selatan)            | 91.592,43  | 6.210.800                 | 7.446.401                 | 8.467.432                 | Palimbão           |
| Benculu                                         | 20.130,21  | 1.455.500                 | 1.713.393                 | 2.010.670                 | Benculu            |
| Lampungue                                       | 33.575,41  | 6.730.751                 | 7.596.115                 | 9.007.848                 | Bandar Lampungue   |
| Ilhas Banca-Bilitom (Kepulauan Bangka Belitung) | 16.690,13  | 899.968                   | 1.223.048                 | 1.455.678                 | Pancalpinão        |
| Totals                                          | 482.286,55 | 42.616.164                | 50.613.947                | 58,557,211                |                    |

## Transportes

### Ferrovias
Existem várias redes ferroviárias não conectadas construídas durante as Índias Orientais Neerlandesas em Sumatra, como aquelas que conectam Banda Achém-Lhokseumawe-Besitang-Medã-Tebingtinggi-Pematang Siantar-Rantau Prapat no norte de Sumatra (a seção Banda Achém-Besitang foi fechada em 1971, mas está sendo reconstruída atualmente). Há também a linha Padangue-Solok-Bukittinggi em Sumatra Ocidental, e Bandar Lampungue-Palimbão-Lahat-Lubuk Linggau no sul de Sumatra.